# Jean Alesi
Jean Alesi (narozen jako Giovanni Alesi) (* 11. června 1964, Avignon) je bývalý francouzský pilot Formule 1 italského původu. Jeho kariéra ve Formuli 1 zahrnovala účast v týmech Tyrrell, Benetton F1, Sauber, Prost, Jordan a hlavně Ferrari, kde byl velice oblíbený mezi tifosi. V roce 2006 byl Alesi oceněn Řádem čestné legie (Chevalier de la Legion d’honneur).

## Počátky kariéry
Alesi se narodil sicilským rodičům ve městě Avignon, v departmentu Vaucluse. Na začátku kariéry se chtě spíše věnovat závodům rallye, nakonec ale přece jen dal přednost formulovému závodění, když začal v šampionátu Francouzské Renault 5. Na konci 80. let se jevil jako velice talentovaný, když v roce 1987 vyhrál titul ve Francouzské Formuli 3 a o rok později se přesunul do Formule 3000. V roce 1989, ve svém druhém roce ve Formuli 3000, vybojoval titul, kdy v jeho prospěch hovořil větší počet vítězství. Jak v roce 1987, tak 1989 byl jeho hlavním rivalem Érik Comas.

## Formule 1

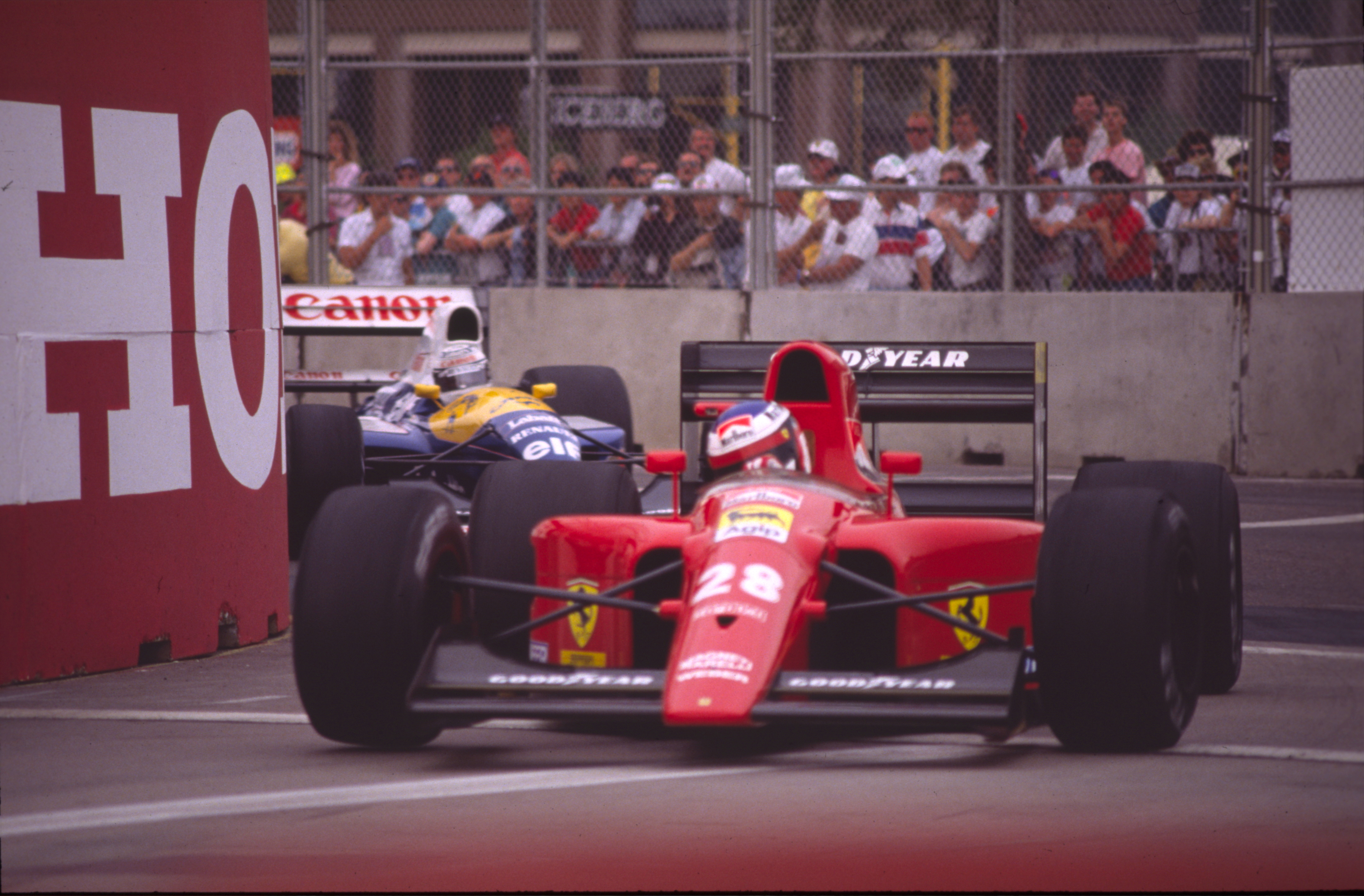
Alesi při Grand Prix USA 1991, ve voze Ferrari

### 1989–1990: Tyrrell

#### 1989
Alesi debutoval ve Formuli 1 v Grand Prix Francie na okruhu Paul Ricard v týmu Tyrrell-Cosworth. V kokpitu nahradil Michele Alboreta a hned dojel čtvrtý. Ve zbytku sezóny odjel několik dalších závodů a přitom pokračoval i v úspěšném boji o titul ve Formuli 3000. Pokud se závody Formule 1 a Formule 3000 křížily, v Tyrrellu jej nahrazoval Johnny Herbert. Do konce sezóny bodoval ještě dvakrát, v Itálii a ve Španělsku.

#### 1990
Rok 1990 byl první kompletní ve Formuli 1, opět v týmu Tyrrell, který ale trpěl nedostatkem peněz. Ale hned v prvním závodě, Grand Prix USA, se postaral o senzaci, když 25 kol vedl před Ayrtonem Sennou. Když ho Senna předjel, Alesi mu jednou předjetí oplatil, nakonec skončil druhý. A to samé pal zopakoval v Monaku, což znamenalo, že si jej začali všímat některé týmy ze špičky pro rok 1991. Nastal poté zmatek, když Tyrrell, Williams a Ferrari v krátké době po sobě prohlásili, že s Alesim mají podepsanou smlouvu.
Ferrari v té době bojovalo o titul a Alesi se mohl stát týmovým kolegou svého krajana Alaina Prosta, v té době nejúspěšnějšího jezdce v historii Formule 1. Alesi nakonec s Ferrari opravdu podepsal. Tento tým nezvolil jen proto, aby zvýšil své šance na titul nebo jezdil po boku Prosta, ale hlavně aby si splnil svůj dětský sen závodit za italskou stáj.

### 1991–1995: Ferrari

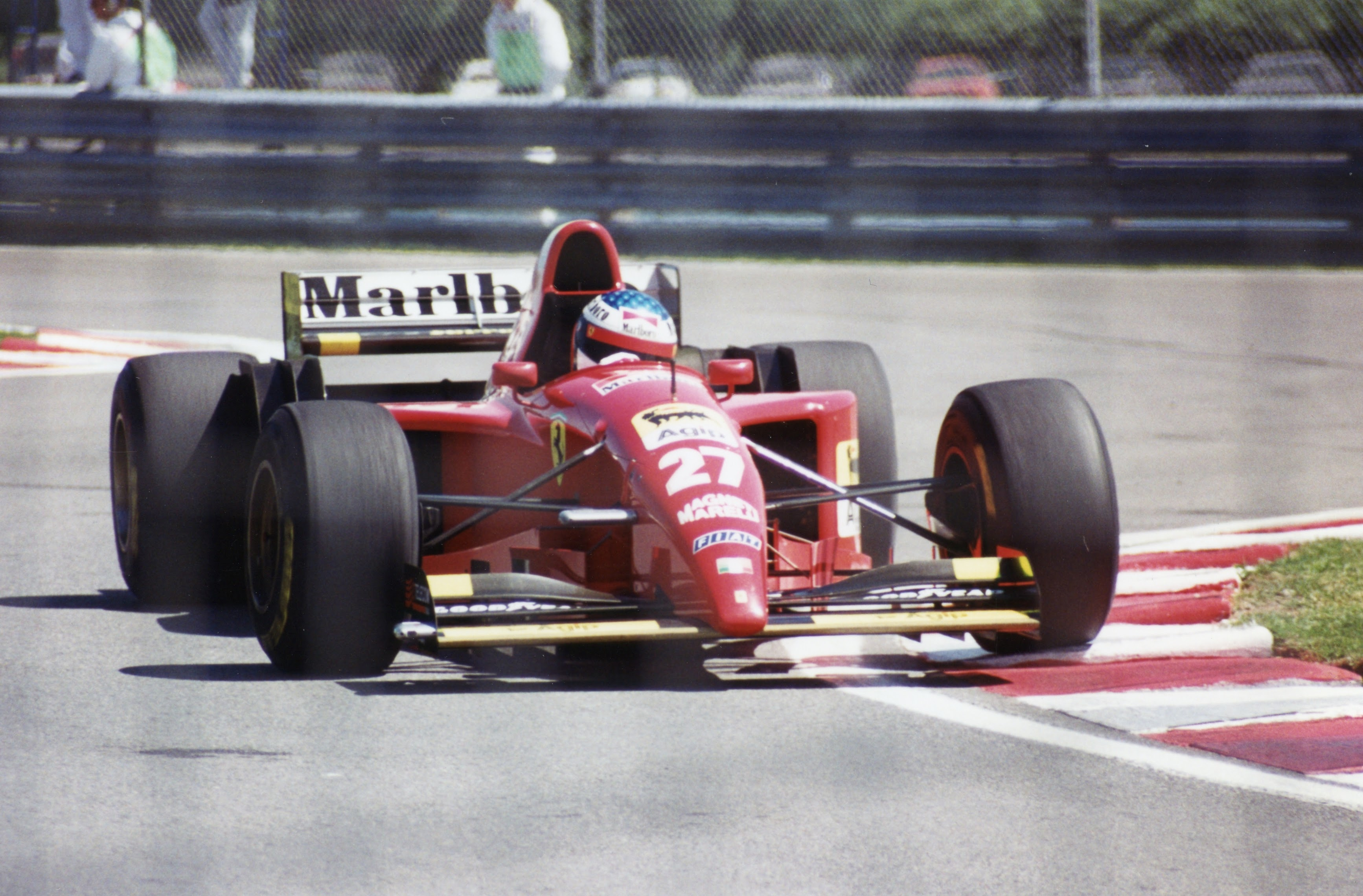
Jean Alesi vyhrál svůj jediný závod při Grand Prix Kanady 1995 na okruhu v Montrealu.

#### 1991
Naneštěstí Ferrari v roce 1991 zaznamenalo prudký ústup ze slávy. Nejúspěšnějším týmem 90. let byl totiž Williams, který mezi roky 1992 až 1997 získal 5 titulů v poháru konstruktérů. Alesiho volba týmu Ferrari oproti Williamsu se zdála logická, ale ukázala se být jako nešťastná. Jeden z důvodů pádu Ferrari bylo to, že jejich slavný motor V12 už nestačil na menší, lehčí a efektivnější motory V10, který využívaly jiné týmy. Po tristní sezóně Prost z týmu odešel, o voze prohlásil, že je to „náklaďák“ a dal si na rok pauzu. Alesi získal 21 bodů a skončil sedmý.

#### 1992
V další sezóně byl jeho týmovým kolegou Ivan Capelli. Alesi sice dvakrát dojel třetí, bodoval ve všech závodech, které dojel, ale připsal si také množství nedojetých závodů. S 18 body skončil opět sedmý.

#### 1993
I tentokrát Ferrari změnilo druhého jezdce, kterým se stal Gerhard Berger. Sezóna opět probíhala v duchu minulých let, dvě pódia a plno odstoupení. S 16 body byl tentokrát klasifikován jako šestý.

#### 1994
Po prvním závodě sezóny si Alesi poranil záda a v následujících dvou závodech jej nahradil Nicola Larini. Alesi v tomto roce čtyřikrát vystoupal na pódium, připsal si 24 bodů a skončil pátý.

#### 1995
Za 5 let, které Alesi strávil u týmu z Maranella toho příliš nezískal, snad jen kromě oblíbenosti u tifosi, kteří milovali jeho agresivní styl jízdy. Jeho styl a také používání čísla 27 na svém voze, vedly ke srovnání s Gillesem Villeneuvem, stále populárním a milovaném jezdci, který za Ferrari jezdil v letech 1977-1982. Alesi a Berger vyhráli za své působení u Ferrari každý jeden závod. Alesi si připsal první a zároveň poslední výhru ve Formuli 1 při Grand Prix Kanady (v den svých 31. narozenin). Při oslavném kolečku mu došel benzín a do boxů ho svezl Michael Schumacher. Na konci roku měl na kontě 42 bodů a páté místo v poháru jezdců.

### 1996–1997: Benetton

#### 1996
Když Michael Schumacher odešel z Benettonu do Ferrari, Jean Alesi a Gerhard Berger putovali opačným směrem. Benetton F1 sice byl úřadujícím mistrem v poháru jezdců i konstruktérů, Alesi ale musel zažít podobný pokles formy jako v roce 1991 u Ferrari. Naopak Schumacher ve Ferrari započal návrat italského týmu na výsluní. Alesi a Berger strávili u Benettonu dva roky, kde se museli potýkat se smůlou a vnitřní politikou v týmu. Přesto získal Alesi v tomto roce nejvíce bodů v kariéře, 47 a v poháru jezdců byl čtvrtý, což zopakoval i následující sezónu.

#### 1997
Zatímco Berger si alespoň užil vítězství v Benettonu (Grand Prix Německa), Alesi takové štěstí neměl. Alesiho Benetton se jevil jako více turbulentní a nepomohlo mu ani ostudný výpadek v Austrálii, kde ignoroval několik rádiových příkazů, že má zajet do boxů. Alesi pokračoval dalších 5 kol, než mu došlo palivo. Jeho forma byla nevyrovnaná, další incident přišel ve Francii, kde zbytečně vystrčil Davida Coultharda mimo trať a poté v Rakousku, kde jeho pokus vybrzdit Eddieho Irvinea skončil kolizí a Alesi byl vyšetřován po závodě kvůli nebezpečné jízdě. Pole position a následné druhé místo v Grand Prix Itálie Benettonu nestačilo a na konci roku Alesiho propustil.

### 1998–1999: Sauber

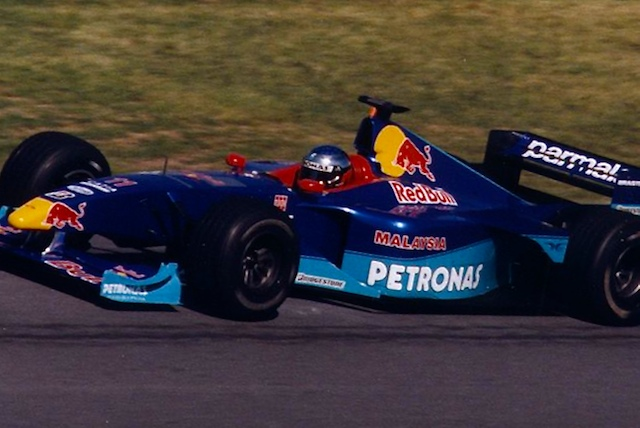
Alesi ve voze Sauber při Grand Prix Kanady 1999.

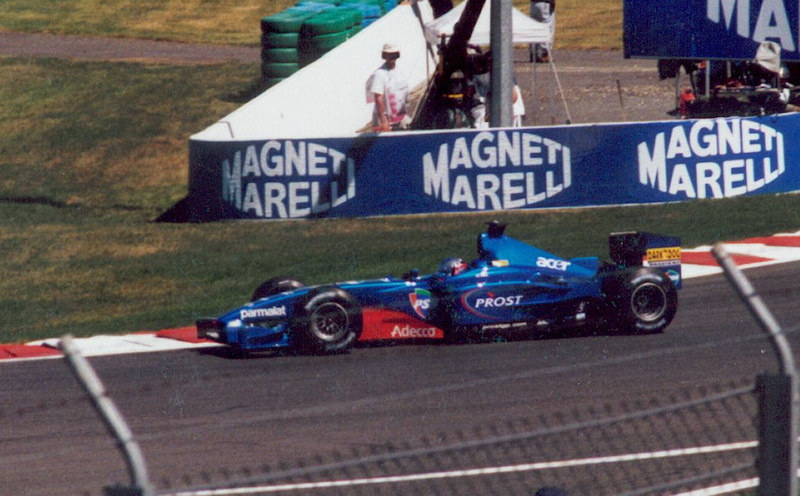
Alesi s vozem Prost při Grand Prix Francie 2001.

#### 1998
Odchod z Benettonu a příchod k Sauberu znamenal definitivní ústup ze slávy a boje o přední příčky. První rok u Sauberu sice pravidelně dojížděl, ale bodoval jen ve 4 závodech. Úspěch zaznamenal v památné deštivé Grand Prix Belgie, kde skončil třetí a ukázalo se to jako jeho poslední pódiové umístění ve Formuli 1. Celkem získal 9 bodů.

#### 1999
Rok 1999 byl horší než ten předchozí, přišlo více výpadku a pouhé 2 body za dvě šestá místa byly zklamáním.

### 2000–2001: Prost, Jordan

#### 2000
Po účinkování u Sauberu se Alesi přesunul do týmu svého bývalého týmového kolegy Alaina Prosta a do jeho týmu Prost. Nespolehlivost vozu a tím pádem množství odstoupení ze závodu znamenaly, že Alesi měl na konci roku poprvé na kontě 0 bodů.

#### 2001

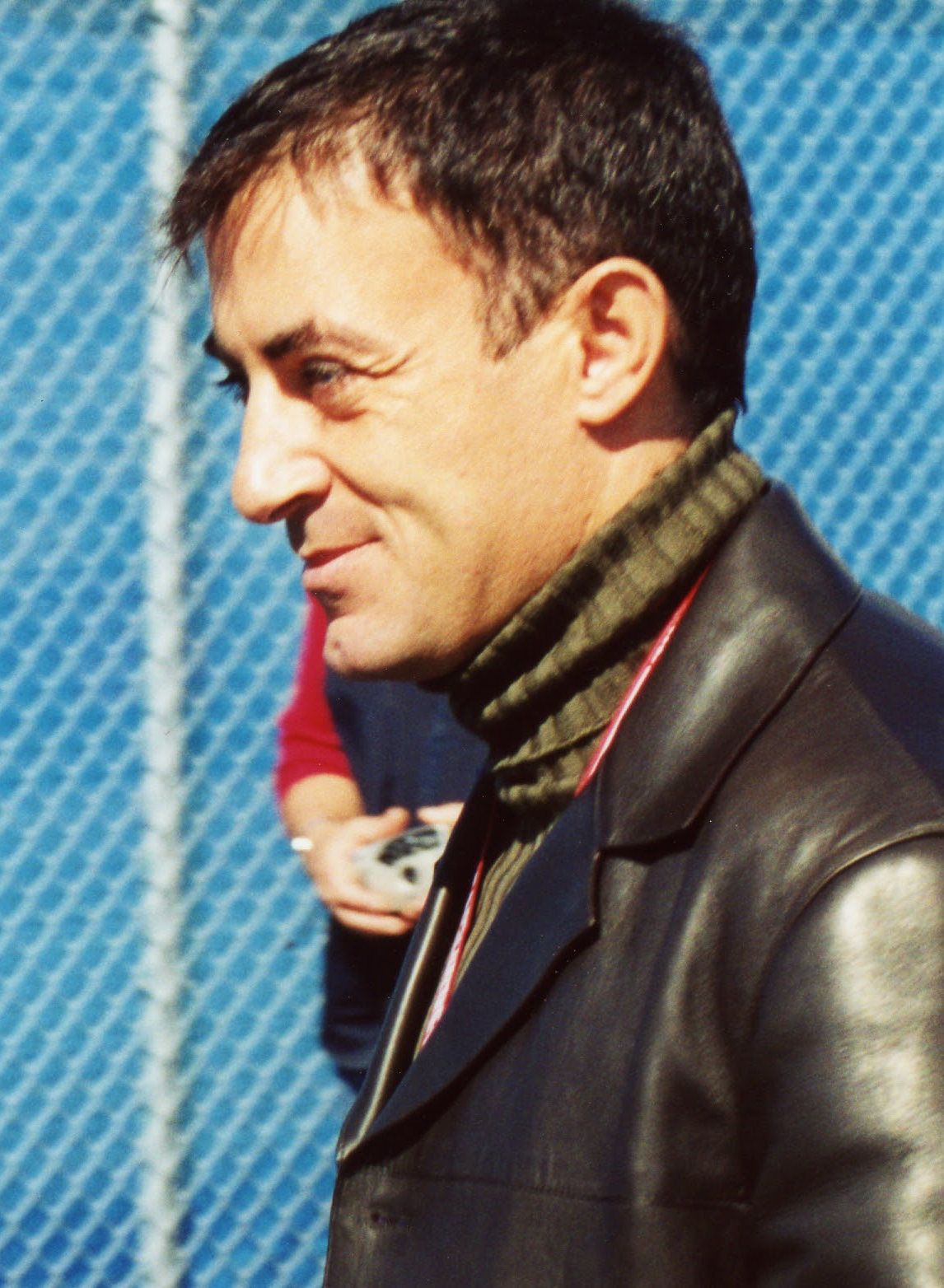
Alesi při Grand Prix USA 2001 na okruhu Indianapolis.

Alesi zůstal u Prostu i v dalším roce a tentokrát se mu dařilo pravidelně dojíždět a dokonce třikrát bodovat. Po Grand Prix Německa ale z týmu odešel, přestože s Prostem dokončil všechny závody. Důvodem byl vyhazov Heinze-Haralda Frentzena z týmu Jordan po Grand Prix Velké Británie. Frentzen se zajímal o angažmá u Prostu a Alesi se rozhodl z Prostu odejít a uvolnit mu místo. Sám pak obsadil volné místo v Jordanu. S ním ještě dokázal naposledy bodovat a po konci sezóny ukončil kariéru ve Formuli 1. Bylo to symbolické, jelikož v Jordanu Alesi ve Formuli 3000 začínal a vyhrál s ním v roce 1989, nyní v něm kariéru ukončil.

## Shrnutí kariéry ve Formuli 1
Alesi byl často označován za výrazného, emocionálního a agresivního jezdce, ale po představení ve Phoenixu v roce 1990 byl spíše znám pro svou smůlu a dlouhou kariéru, než pro dobré výsledky. V roce 2001 se stal teprve pátým jezdcem, který absolvoval 200 závodů Grand Prix. Za tu dobu získal 32 pódii, ale pouhé jedno vítězství. Dalo by se říct, že Alesiho potenciál byl nenaplněný – někteří mu vytýkají, že svá vrcholná léta strávil v tehdy podprůměrném Ferrari, případně často odstupoval z vedení nebo 2. pozice v závodě a to v minimálně v 9 případech: Grand Prix Španělska 1991 (10 sekund penalizace, na vítěze ztratil jen 23 sekund), Grand Prix Belgie 1991 (z 1. pozice), Grand Prix Belgie 1995 (z 2. pozice), Grand Prix Itálie 1995 (z 1. pozice), Grand Prix Španělska, Monaka a Japonska 1995 (z 2. pozice), Grand Prix Belgie a Itálie 1995 (z 1. pozice). Smůlu měl i v Benettonu, kde ztratil vedení v Grand Prix Itálie 1996 i 1997 po pomalých zastávkách v boxech a v Grand Prix Monaka 1996, kdy mu selhalo zavěšení.
Jeho jediné vítězství tak bylo velice emocionální, stalo se v den jeho 31. narozenin při Grand Prix Kanady 1995. Do čela závodu se sice dostal po problémech soupeřů (Michael Schumacher musel do boxů kvůli elektronice a Damonu Hillovi selhala hydraulika), to ale nic nemění na tom, že toto vítězství bylo oceňováno, hlavně po několika výborných, ale nedostatečně oceněných letech ve Ferrari. Alesiho výhra v Montrealu byla mnohými označena za nejvíce populární v sezóně, jelikož byla dosažena s vozem Ferrari a číslem 27 (které nosil Gilles Villeneuve) právě na okruhu pojmenovaném po slavném Kanaďanovi. Nezapomenutelný okamžik byl také ten, když Alesiho do boxů vezl Michael Schumacher, jelikož mu došlo v cíli palivo.
Alesi už žádnou další Grand Prix nevyhrál, nejblíže zopakování triumfu byl v Grand Prix Itálie 1995, kde mu selhalo pravé zadní zavěšení pouhých 9 kol před koncem, když v závodě vedl, a poté na okruhu Nürburgring, kde ho pouhá 2 kola před koncem předjel Michael Schumacher, když Alesimu úplně odešly pneumatiky. V roce 1996 opět doplatil na zavěšení, které mu selhalo v Monaku 10 kol před cílem (Alesi se dostal do vedení poté, co musel odstoupit Damon Hill po selhání motoru v Tunelu). A v Grand Prix Itálie 1997 po startu z pole position přepustil vedení v závodě Davidu Coulthardovi po pomalé zastávce v boxech.

## Kariéra po Formuli 1

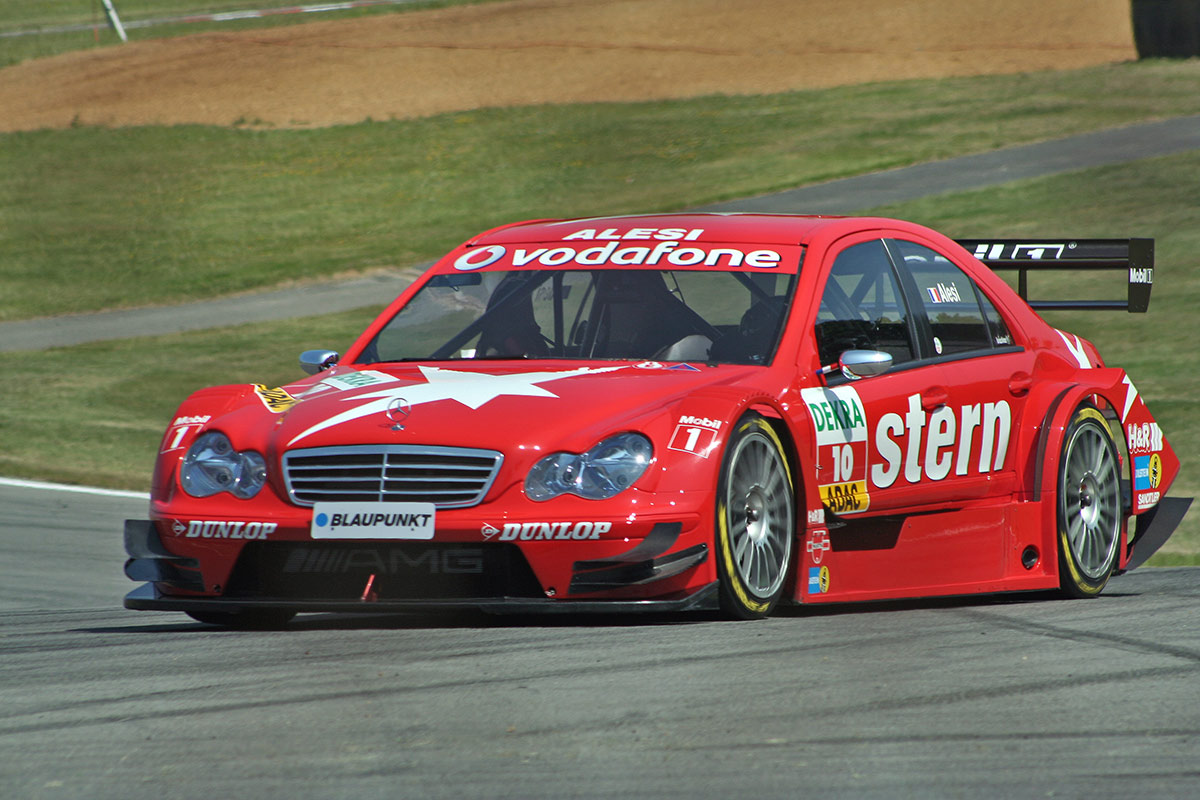
Alesi ve voze Mercedes-Benz (Persson Motorsport) v roce 2006 v sérii DTM.

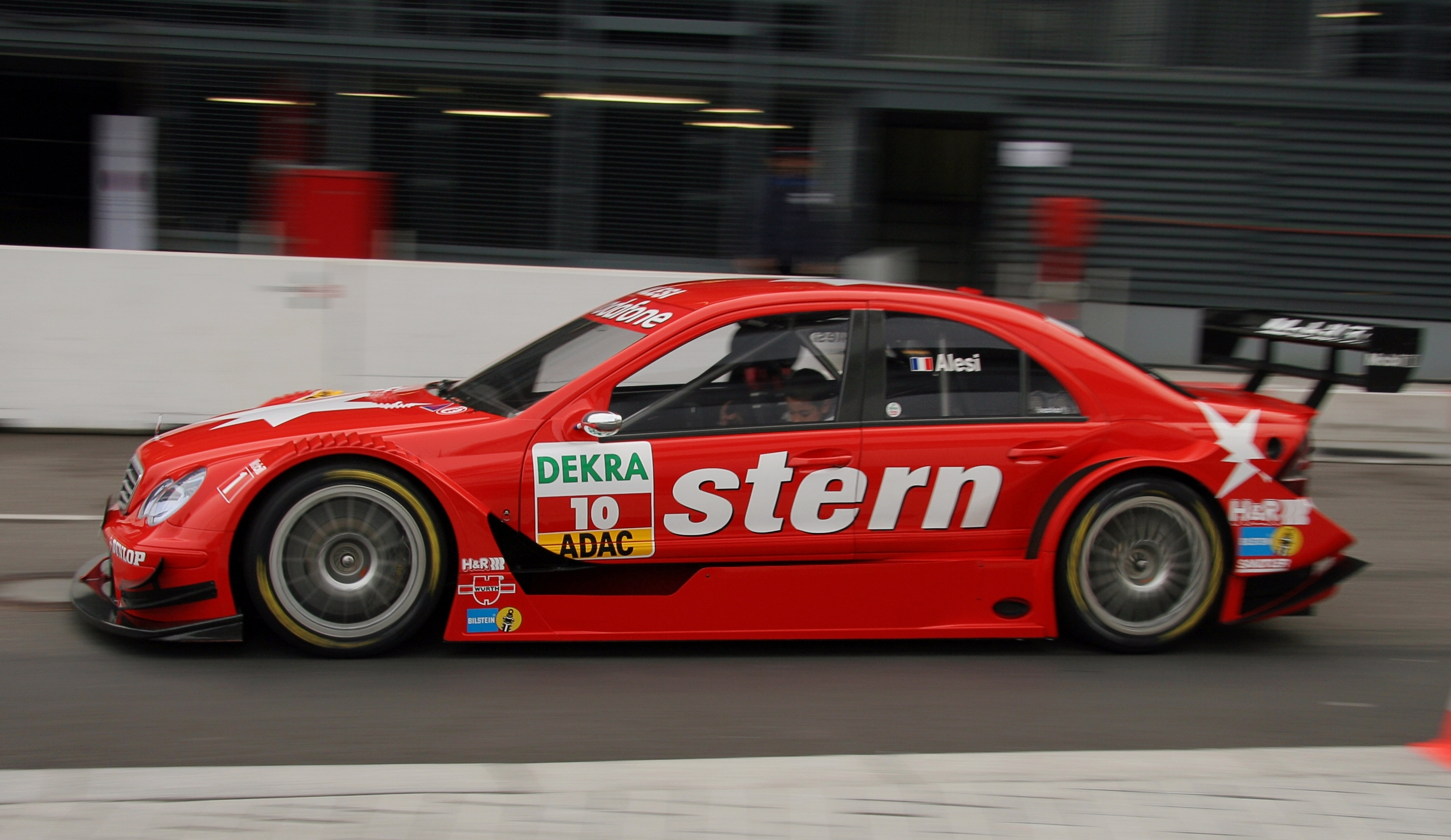
Jean Alesi ve voze Mercedes v roce 2006.

### 2002–2006: DTM
Po konci ve Formuli 1 se Alesi úspěšně přesunul do série DTM, kde hned v prvním roce obsadil celkové 5. místo. S vozem Mercedes dokonce vyhrál jeden závod. Další rok skončil opět pátý, tentokrát si ale připsal 2 výhry. V roce 2004 se mu dařilo méně, celkově byl sedmý a ani jednou závod nevyhrál. Na stejné konečné pozici byl i následující sezónu, připsal si také jedno vítězství. Po konci sezóny 2006, kde dopadl nejhůř, devátý, kariéru v DTM ukončil.

### Direxiv
Alesi byl jedním z mluvčích týmu Direxiv, který podával přihlášku do Formule 1 v roce 2008. Tým se měl stát B-týmem McLarenu a měl používat motory Mercedes. Nakonec byla dána přednost týmu Prodrive, který ale nakonec stejně do Formule 1 nevstoupil.

### 2008–2009: Speedcar Series
Alesi se připojil k mnoha dalším bývalým jezdcům Formule 1 (Christian Danner, Johnny Herbert, Stefan Johansson, Ukyo Katayama, JJ Lehto, Gianni Morbidelli, Jacques Villeneuve a Alex Yoong), kteří vstoupili do nově vzniklé série s názvem Speedcar Series. Alesi dvakrát zvítězil a obsadil 4. místo v šampionátu. V druhé a poslední sezóně série Speedcar Series skončil pátý s 2 výhrami.

### 2010–: Le Mans Series
13. října 2009 testoval Alesi vůz AF Corse Ferrari F430 GT2 v Maranellu. Bylo to ve stejný den, kdy se Felipe Massa vrátil do kokpitu Formule 1 po zranění, které utrpěl při Grand Prix Maďarska 2009. Po testu, ve kterém odjel 65 kol byl Alesi nadšený a Amato Ferrari mluvil o Alesim jako o možném kandidátovi pro rok 2010.
Na začátku roku 2010 bylo oznámeno, že Alesi bude týmovým kolegou dalšího bývalého jezdce Formule 1, Giancarla Fisichelly, v sérii Le Mans a třídě GT2 v týmu AF Corse s vozem Ferrari. V prvních dvou závodech Alesi, Fisichella a jejich další týmlový kolega Toni Vilander vystoupali na stupně vítězů. Všichni tři se zúčastnili 24h Le Mans a ve své třídě byli čtvrtí. Ve třetím závodě sezóny v Algarve skončili druzí a na okruhu Hungaroring čtvrtí. Celkově v šampionátu obsadili skvělé druhé místo.

### 2011–: Lotus
V lednu 2011 při představení jejich nového vozu oznámil tým Lotus Renault GP, že Alesiho angažovali jako ambasadora a testovacího jezdce pro projekt T125. V září prohlásil Alesi, že se pokusí kvalifikovat na 500 mil Indianapolis 2012 s vozem, který bude mít motor s označením Lotus.
V 17. sérii a 5. epizodě pořadu Top Gear, Alesi pomáhal testovat moderátorovi Jeremy Clarksonovi jeden z vozů T125.

### 500 mil Indianapolis
V dubnu 2012 Alesi oznámil svou přihlášku na 500 mil Indianapolis s motorem Lotus. Dohoda s bývalým týmem ze série Indycar, Newman/Haas Racing, ale padla a majitel týmu HVM Racing, Keith Wiggins, řekl, že jeho tým nemá finance pro Alesiho závod. Nicméně, tým ze série Firestone Indy Lights, Fan Force United, souhlasil s tím, že Alesimu dá možnost v závodě, kde se kvalifikoval na 33. místě. Bohužel, jeho vůz s motorem Lotus nedokázal držet tempo závodu a nakonec musel Alesi i jeho týmová kolegyně Simona de Silvestro odstoupit po ani ne 12 kolech.

## Helma
Jeho helma je bílá s černými a červenými pruhy, které jdou dolů na přední straně s jeho jménem. Jeho helma je založena na té, kterou nosil Elio de Angelis, Alesi k předloze přidal tmavě modrý vršek helmy (občas s motivem kapek deště). Od roku 2000 Alesi změnil barvu helmy z bílé na stříbrnou (kvůli jednomu ze sponzoru týmu Sauber, společnosti Red Bull).

## Osobní život
Alesi je znalec vína a vlastní vinici nedaleko jeho rodného města Avignon. Tam bydlí se svou manželkou, japonskou modelkou, herečkou a popovou zpěvačkou Kumiko Goto, díky tomu mluví japonsky a je v Japonsku oblíben. Mají spolu 4 děti; jedním z nich je syn Giuliano Alesi, závodící ve formulových šampionátech.

## Statistiky ve Formuli 1
| Aktivní roky                     | 1989–2001                |
| Starty                           | 202                      |
| Vítězství                        | 1                        |
| 2. místa                         | 16                       |
| 3. místa                         | 15                       |
| 4. místa                         | 11                       |
| 5. místa                         | 15                       |
| 6. místa                         | 12                       |
| Průměrné umístění                | 6.21                     |
| Odstoupení                       | 82                       |
| DSQ                              | 0                        |
| DNS                              | 1                        |
| DNQ                              | 0                        |
| Pole position                    | 2                        |
| Průměrné u. v kvalifikaci        | 9.14                     |
| Nejrychlejší kola                | 4                        |
| Průměrné u. za nejrychlejší kolo | 9.22                     |
| Závodů v čele                    | 19                       |
| Kol v čele                       | 265                      |
| Km v čele                        | 1285 km                  |
| Debut                            | Grand Prix Francie 1989  |
| První vítězství                  | Grand Prix Kanady 1995   |
| Poslední závod                   | Grand Prix Japonska 2001 |
| Body                             | 241                      |

## Kompletní výsledky ve Formuli 1
| Legenda k tabulce | Legenda k tabulce                                                                       |
| Barva             | Výsledek                                                                                |
| ----------------- | --------------------------------------------------------------------------------------- |
| Zlatá             | Vítěz                                                                                   |
| Stříbrná          | 2. místo                                                                                |
| Bronzová          | 3. místo                                                                                |
| Zelená            | Bodované umístění                                                                       |
| Modrá             | Nebodované umístění                                                                     |
| Modrá             | Dokončil neklasifikován (NC)                                                            |
| Fialová           | Odstoupil (Ret)                                                                         |
| Červená           | Nekvalifikoval se (DNQ)                                                                 |
| Červená           | Nepředkvalifikoval se (DNPQ)                                                            |
| Černá             | Diskvalifikován (DSQ)                                                                   |
| Bílá              | Nestartoval (DNS)                                                                       |
| Bílá              | Závod zrušen (C)                                                                        |
| Světle modrá      | Pouze trénoval (PO)                                                                     |
| Světle modrá      | Páteční testovací jezdec (TD)                                                           |
| Bez barvy         | Netrénoval (DNP)                                                                        |
| Bez barvy         | Vyřazen (EX)                                                                            |
| Bez barvy         | Nepřijel (DNA)                                                                          |
| Bez barvy         | Odvolal účast (WD)                                                                      |
| Bez barvy         | Nezúčastnil se (prázdné)                                                                |
| Označení          | Význam                                                                                  |
| Tučnost           | Pole position                                                                           |
| Kurzíva           | Nejrychlejší kolo                                                                       |
| †                 | Jezdec nedojel do cíle, ale byl klasifikován, protože odjel více než 90 % délky závodu. |
| ‡                 | Byl udělován poloviční počet bodů, protože bylo odjeto méně než 75 % délky závodu.      |
| Horní index       | Umístění bodujících jezdců ve sprintu                                                   |

| Rok  | Tým                         | Šasi           | Motor        | 1       | 2       | 3       | 4       | 5       | 6       | 7       | 8       | 9       | 10      | 11      | 12      | 13      | 14      | 15      | 16      | 17      | Umístění  | Body |
| ---- | --------------------------- | -------------- | ------------ | ------- | ------- | ------- | ------- | ------- | ------- | ------- | ------- | ------- | ------- | ------- | ------- | ------- | ------- | ------- | ------- | ------- | --------- | ---- |
| 1989 | Tyrrell Racing Organisation | Tyrrell 018    | Cosworth V8  | BRA     | SMR     | MON     | MEX     | USA     | CAN     | FRA 4   | GBR Ret | GER 10  | HUN 9   | BEL     | ITA 5   | POR     | ESP 4   | JPN Ret | AUS Ret |         | 9. místo  | 8    |
| 1990 | Tyrrell Racing Organisation | Tyrrell 018    | Cosworth V8  | USA 2   | BRA 7   |         |         |         |         |         |         |         |         |         |         |         |         |         |         |         | 9. místo  | 13   |
| 1990 | Tyrrell Racing Organisation | Tyrrell 019    | Cosworth V8  |         |         | SMR 6   | MON 2   | CAN Ret | MEX 7   | FRA Ret | GBR 8   | GER 11  | HUN Ret | BEL 8   | ITA Ret | POR 8   | ESP Ret | JPN DNS | AUS 8   |         | 9. místo  | 13   |
| 1991 | Scuderia Ferrari SpA        | Ferrari 642/2  | Ferrari V12  | USA 12  | BRA 6   | SMR Ret | MON 3   | CAN Ret |         |         |         |         |         |         |         |         |         |         |         |         | 7. místo  | 21   |
| 1991 | Scuderia Ferrari SpA        | Ferrari 643    | Ferrari V12  |         |         |         |         |         | MEX Ret | FRA 4   | GBR Ret | GER 3   | HUN 5   | BEL Ret | ITA Ret | POR 3   | ESP 4   | JPN Ret | AUS Ret |         | 7. místo  | 21   |
| 1992 | Scuderia Ferrari SpA        | Ferrari F92A   | Ferrari V12  | RSA Ret | MEX Ret | BRA 4   | ESP 3   | SMR Ret | MON Ret | CAN 3   | FRA Ret | GBR Ret | GER 5   | HUN Ret |         |         |         |         |         |         | 7. místo  | 18   |
| 1992 | Scuderia Ferrari SpA        | Ferrari F92AT  | Ferrari V12  |         |         |         |         |         |         |         |         |         |         |         | BEL Ret | ITA Ret | POR Ret | JPN 5   | AUS 4   |         | 7. místo  | 18   |
| 1993 | Scuderia Ferrari            | Ferrari F93A   | Ferrari V12  | RSA Ret | BRA 8   | EUR Ret | SMR Ret | ESP Ret | MON 3   | CAN Ret | FRA Ret | GBR 9   | GER 7   | HUN Ret | BEL Ret | ITA 2   | POR 4   | JPN Ret | AUS 4   |         | 6. místo  | 16   |
| 1994 | Scuderia Ferrari            | Ferrari 412T1  | Ferrari V12  | BRA 3   | PAC     | SMR     | MON 5   | ESP 4   | CAN 3   |         |         |         |         |         |         |         |         |         |         |         | 5. místo  | 24   |
| 1994 | Scuderia Ferrari            | Ferrari 412T1B | Ferrari V12  |         |         |         |         |         |         | FRA Ret | GBR 2   | GER Ret | HUN Ret | BEL Ret | ITA Ret | POR Ret | EUR 10  | JPN 3   | AUS 6   |         | 5. místo  | 24   |
| 1995 | Scuderia Ferrari            | Ferrari 412T2  | Ferrari V12  | BRA 5   | ARG 2   | SMR 2   | ESP Ret | MON Ret | CAN 1   | FRA 5   | GBR 2   | GER Ret | HUN Ret | BEL Ret | ITA Ret | POR 5   | EUR 2   | PAC 5   | JPN Ret | AUS Ret | 5. místo  | 42   |
| 1996 | Mild Seven Benetton Renault | Benetton B196  | Renault V10  | AUS Ret | BRA 2   | ARG 3   | EUR Ret | SMR 6   | MON Ret | ESP 2   | CAN 3   | FRA 3   | GBR Ret | GER 2   | HUN 3   | BEL 4   | ITA 2   | POR 4   | JPN Ret |         | 4. místo  | 47   |
| 1997 | Mild Seven Benetton Renault | Benetton B197  | Renault V10  | AUS Ret | BRA 6   | ARG 7   | SMR 5   | MON Ret | ESP 3   | CAN 2   | FRA 5   | GBR 2   | GER 6   | HUN 11  | BEL 8   | ITA 2   | AUT Ret | LUX 2   | JPN 5   | EUR 13  | 4. místo  | 36   |
| 1998 | Red Bull Sauber Petronas    | Sauber C17     | Petronas V10 | AUS Ret | BRA 9   | ARG 5   | SMR 6   | ESP 10  | MON 12  | CAN Ret | FRA 7   | GBR Ret | AUT Ret | GER 10  | HUN 7   | BEL 3   | ITA 5   | LUX 10  | JPN 7   |         | 11. místo | 9    |
| 1999 | Red Bull Sauber Petronas    | Sauber C18     | Petronas V10 | AUS Ret | BRA Ret | SMR 6   | MON Ret | ESP Ret | CAN Ret | FRA Ret | GBR 14  | AUT Ret | GER 8   | HUN 16  | BEL 9   | ITA 9   | EUR Ret | MAL 7   | JPN 6   |         | 16. místo | 2    |
| 2000 | Gauloises Prost Peugeot     | Prost AP03     | Peugeot V10  | AUS Ret | BRA Ret | SMR Ret | GBR 10  | ESP Ret | EUR 9   | MON Ret | CAN Ret | FRA 14  | AUT Ret | GER Ret | HUN Ret | BEL Ret | ITA 12  | USA Ret | JPN Ret | MAL 11  | 22. místo | 0    |
| 2001 | Prost Acer                  | Prost AP04     | Acer V10     | AUS 9   | MAL 9   | BRA 7   | SMR 9   | ESP 10  | AUT 10  | MON 6   | CAN 5   | EUR 15  | FRA 12  | GBR 11  | GER 6   |         |         |         |         |         | 15. místo | 5    |
| 2001 | B&H Jordan Honda            | Jordan EJ11    | Honda V10    |         |         |         |         |         |         |         |         |         |         |         |         | HUN 10  | BEL 6   | ITA 8   | USA 7   | JPN Ret | 15. místo | 5    |

### Kompletní výsledky ve Formuli 3000
| Legenda k tabulce | Legenda k tabulce                                                                       |
| Barva             | Výsledek                                                                                |
| ----------------- | --------------------------------------------------------------------------------------- |
| Zlatá             | Vítěz                                                                                   |
| Stříbrná          | 2. místo                                                                                |
| Bronzová          | 3. místo                                                                                |
| Zelená            | Bodované umístění                                                                       |
| Modrá             | Nebodované umístění                                                                     |
| Modrá             | Dokončil neklasifikován (NC)                                                            |
| Fialová           | Odstoupil (Ret)                                                                         |
| Červená           | Nekvalifikoval se (DNQ)                                                                 |
| Červená           | Nepředkvalifikoval se (DNPQ)                                                            |
| Černá             | Diskvalifikován (DSQ)                                                                   |
| Bílá              | Nestartoval (DNS)                                                                       |
| Bílá              | Závod zrušen (C)                                                                        |
| Světle modrá      | Pouze trénoval (PO)                                                                     |
| Světle modrá      | Páteční testovací jezdec (TD)                                                           |
| Bez barvy         | Netrénoval (DNP)                                                                        |
| Bez barvy         | Vyřazen (EX)                                                                            |
| Bez barvy         | Nepřijel (DNA)                                                                          |
| Bez barvy         | Odvolal účast (WD)                                                                      |
| Bez barvy         | Nezúčastnil se (prázdné)                                                                |
| Označení          | Význam                                                                                  |
| Tučnost           | Pole position                                                                           |
| Kurzíva           | Nejrychlejší kolo                                                                       |
| †                 | Jezdec nedojel do cíle, ale byl klasifikován, protože odjel více než 90 % délky závodu. |
| ‡                 | Byl udělován poloviční počet bodů, protože bylo odjeto méně než 75 % délky závodu.      |
| Horní index       | Umístění bodujících jezdců ve sprintu                                                   |

| Rok  | Tým                 | Šasi        | Motor         | Pneu | 1      | 2       | 3     | 4       | 5       | 6       | 7       | 8       | 9     | 10    | 11 | Umístění  | Body |
| ---- | ------------------- | ----------- | ------------- | ---- | ------ | ------- | ----- | ------- | ------- | ------- | ------- | ------- | ----- | ----- | -- | --------- | ---- |
| 1988 | Oreca               | March 87B   | Ford Cosworth |      | JER 11 | VAL 9   |       |         |         |         |         |         |       |       |    | 10. místo | 11   |
| 1988 | Oreca               | Reynard 88D | Ford Cosworth |      |        | PAU 2   | SIL 5 | MNZ Ret | PER 6   | BRH Ret | BIR Ret | BUG Ret | ZOL 9 | DIJ 5 |    | 10. místo | 11   |
| 1989 | Eddie Jordan Racing | Reynard 89D | Mugen Honda   |      | SIL 4  | VAL Ret | PAU 1 | JER 5   | PER Ret | BRH 2   | BIR 1   | SPA 1   | BUG 6 | DIJ   |    | 1. místo* | 39   |

* – Alesi získal titul po shodě bodů díky 3 vítězstvím, Érik Comas měl jen dvě.

### Kompletní výsledky v DTM
| Legenda k tabulce | Legenda k tabulce                                                                       |
| Barva             | Výsledek                                                                                |
| ----------------- | --------------------------------------------------------------------------------------- |
| Zlatá             | Vítěz                                                                                   |
| Stříbrná          | 2. místo                                                                                |
| Bronzová          | 3. místo                                                                                |
| Zelená            | Bodované umístění                                                                       |
| Modrá             | Nebodované umístění                                                                     |
| Modrá             | Dokončil neklasifikován (NC)                                                            |
| Fialová           | Odstoupil (Ret)                                                                         |
| Červená           | Nekvalifikoval se (DNQ)                                                                 |
| Červená           | Nepředkvalifikoval se (DNPQ)                                                            |
| Černá             | Diskvalifikován (DSQ)                                                                   |
| Bílá              | Nestartoval (DNS)                                                                       |
| Bílá              | Závod zrušen (C)                                                                        |
| Světle modrá      | Pouze trénoval (PO)                                                                     |
| Světle modrá      | Páteční testovací jezdec (TD)                                                           |
| Bez barvy         | Netrénoval (DNP)                                                                        |
| Bez barvy         | Vyřazen (EX)                                                                            |
| Bez barvy         | Nepřijel (DNA)                                                                          |
| Bez barvy         | Odvolal účast (WD)                                                                      |
| Bez barvy         | Nezúčastnil se (prázdné)                                                                |
| Označení          | Význam                                                                                  |
| Tučnost           | Pole position                                                                           |
| Kurzíva           | Nejrychlejší kolo                                                                       |
| †                 | Jezdec nedojel do cíle, ale byl klasifikován, protože odjel více než 90 % délky závodu. |
| ‡                 | Byl udělován poloviční počet bodů, protože bylo odjeto méně než 75 % délky závodu.      |
| Horní index       | Umístění bodujících jezdců ve sprintu                                                   |

| Rok  | Tým                | Vůz                        | 1       | 2      | 3        | 4       | 5       | 6       | 7       | 8       | 9      | 10       | 11      | Umístění | Body |
| ---- | ------------------ | -------------------------- | ------- | ------ | -------- | ------- | ------- | ------- | ------- | ------- | ------ | -------- | ------- | -------- | ---- |
| 2002 | HWA Team           | AMG-Mercedes CLK-DTM       | HOC1 3  | ZOL 10 | DON 1    | SAC Ret | NOR 4   | LAU 8   | NÜR Ret | A1R 3   | ZAN 8  | HOC2 Ret |         | 5. místo | 24   |
| 2003 | HWA Team           | AMG-Mercedes CLK 2003      | HOC1 4  | ADR 7  | NÜR1 Ret | LAU 5   | NOR 5   | DON 1   | NÜR2 6  | A1R Ret | ZAN 5  | HOC2 1   |         | 5. místo | 42   |
| 2004 | HWA Team           | AMG-Mercedes C-Klasse 2004 | HOC1 19 | EST 7  | ADR 3    | LAU 5   | NOR 10  | SHA1 4  | NÜR 7   | OSC 10  | ZAN 11 | BRN 8    | HOC2 5  | 7. místo | 19   |
| 2005 | HWA Team           | AMG-Mercedes C-Klasse 2005 | HOC1 1  | LAU1 7 | SPA 4    | BRN 9   | OSC 13  | NOR Ret | NÜR 7   | ZAN Ret | LAU2 8 | IST 7    | HOC2 13 | 7. místo | 22   |
| 2006 | Persson Motorsport | AMG-Mercedes C-Klasse 2005 | HOC1 6  | LAU 7  | OSC 8    | BRH 6   | NOR Ret | NÜR 4   | ZAN Ret | CAT 14  | BUG 11 | HOC2 8   |         | 9. místo | 15   |

1 - Závod v Šanghaji byl mimo mistrovský šampionát.

### Výsledky 24h Le Mans
| Rok  | Třída | Č. | Pneu | Vůz                                             | Tým           | Spolujezdci                        | Kola | Poz.      | Třída Poz. |
| ---- | ----- | -- | ---- | ----------------------------------------------- | ------------- | ---------------------------------- | ---- | --------- | ---------- |
| 1989 | C1    | 33 | D    | Porsche 962C Porsche Type-935 3.0L Turbo Flat-6 | Team Schuppan | Will Hoy Dominic Dobson            | 69   | Ret       | Ret        |
| 2010 | GT2   | 95 | M    | Ferrari F430 GT2 Ferrari 4.0L V8                | AF Corse SRL  | Giancarlo Fisichella Toni Vilander | 323  | 16. místo | 4. místo   |

### Kompletní výsledky amerických okruhových závodů

#### IndyCar Series
| Rok  | Tým              | Motor | 1   | 2   | 3   | 4   | 5       | 6   | 7   | 8   | 9   | 10  | 11  | 12  | 13  | 14  | 15  | Umístění   | Body |
| ---- | ---------------- | ----- | --- | --- | --- | --- | ------- | --- | --- | --- | --- | --- | --- | --- | --- | --- | --- | ---------- | ---- |
| 2012 | Fan Force United | Lotus | STP | ALA | LBH | SAO | INDY 33 | DET | TXS | MIL | IOW | TOR | EDM | MDO | SNM | BAL | FON | 34. místo* | 13*  |

* Sezóna v průběhu.

#### 500 mil Indianapolis
| Rok  | Šasi    | Motor | Start | Cíl | Tým              |
| ---- | ------- | ----- | ----- | --- | ---------------- |
| 2012 | Dallara | Lotus | 33    | 33  | Fan Force United |